# Seigneuries de Vouvant et de Mervent
Ne doit pas être confondu avec Seigneurie du Petit-Château de Vouvant.
La seigneurie de Vouvant et la seigneurie de Mervent, sont deux anciennes seigneuries, puis baronnies, localisées en Bas-Poitou. Les hommages rendus à ces deux seigneuries se confondent à partir du XIVe siècle. Ils sont dès lors rendus uniquement au château de Vouvant. Après avoir été possédées par de nombreuses familles, les seigneuries-baronnies de Vouvant-Mervent reviennent définitivement à la Couronne de France en 1694.
Selon les Archives nationales, la seigneurie de Vouvant est érigée en baronnie au moins à partir de 1468. La date de disparition de la baronnie de Vouvant est quant à elle fixée à 1788.
L'appellation de seigneuries de Vouvant-Mervent vient du fait que les deux seigneuries sont jumelées à partir de la fin du XIIe siècle. En effet, c'est à partir de cette date que Geoffroy Ier de Lusignan devient seigneur de Vouvant et de Mervent.

« Par sa valeur immobilière, par l'étendue et par l'importance de sa mouvance, Vouvant fut longtemps au premier rang des nombreuses seigneuries du Bas-Poitou. »

— Edgar Bourloton, Revue du Bas-Poitou, 1902

## Héraldique

### Armes utilisées avant v. 1500

Armoiries des seigneurs de Vouvant et de Mervent (avant v. 1500)
Armoiries de Geoffroy Ier de Lusignan, puis de son fils Geoffroy II de Lusignan.
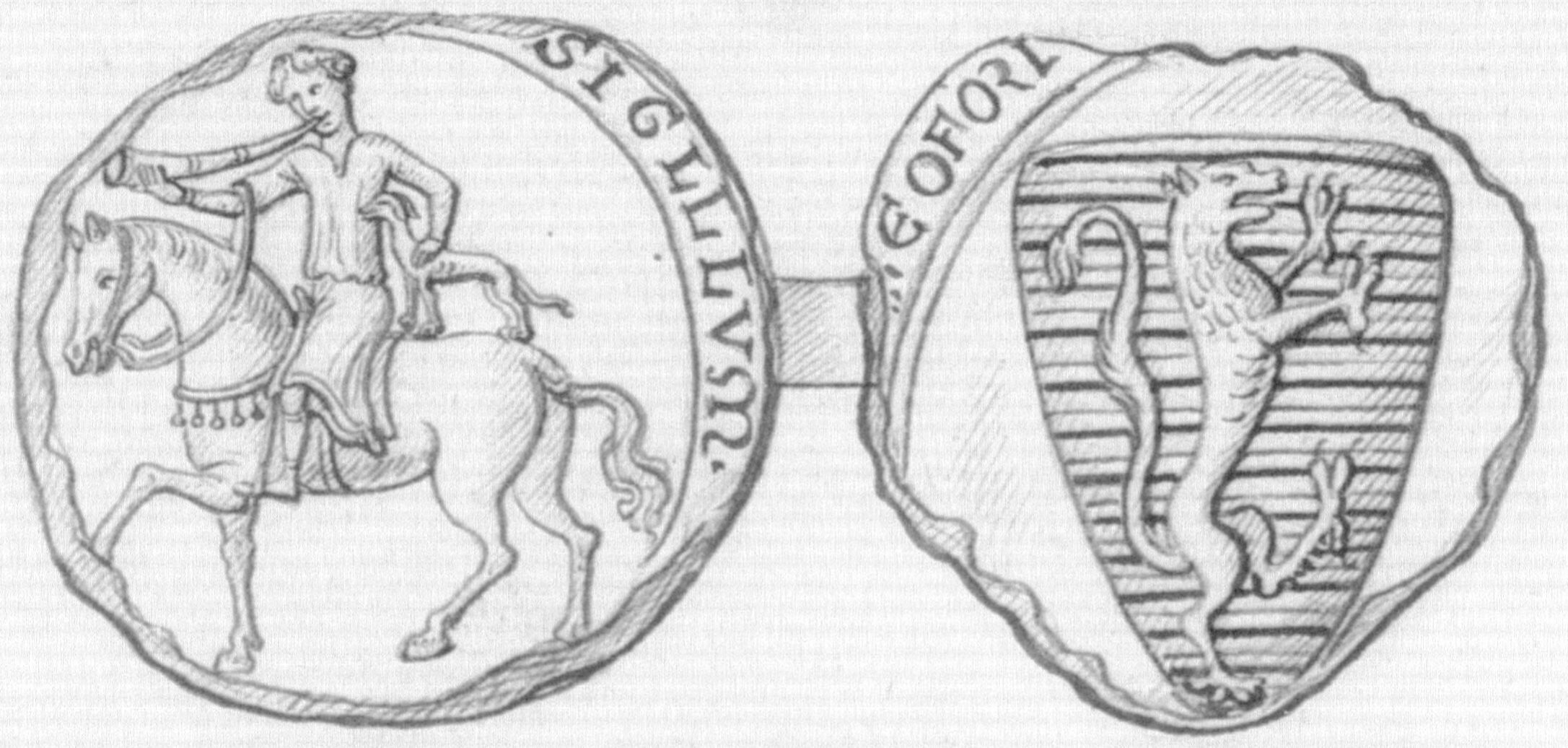
Sceau de Geoffroy Ier appendu en 1215.
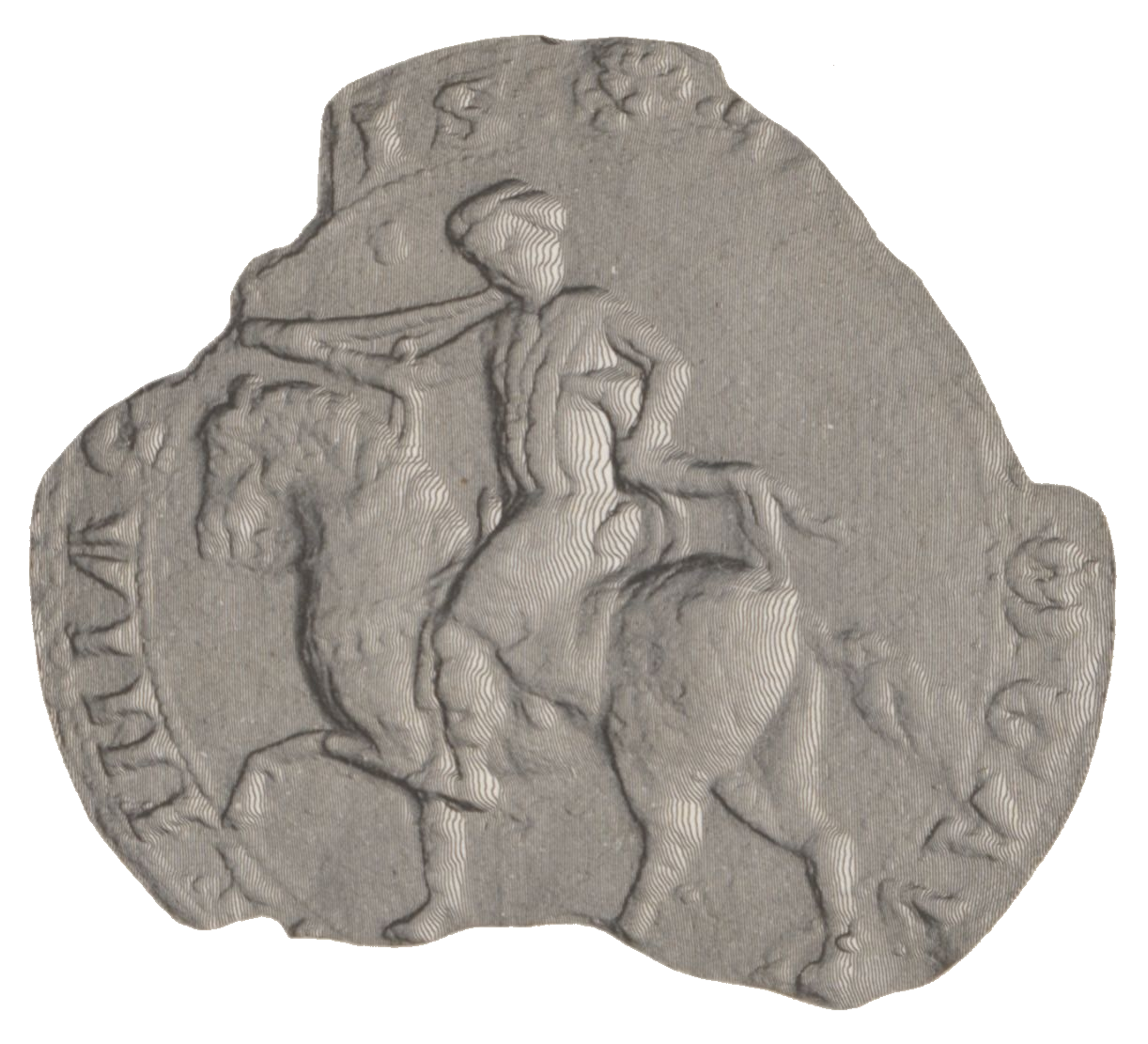
Sceau de Geoffroy II appendu en 1225.
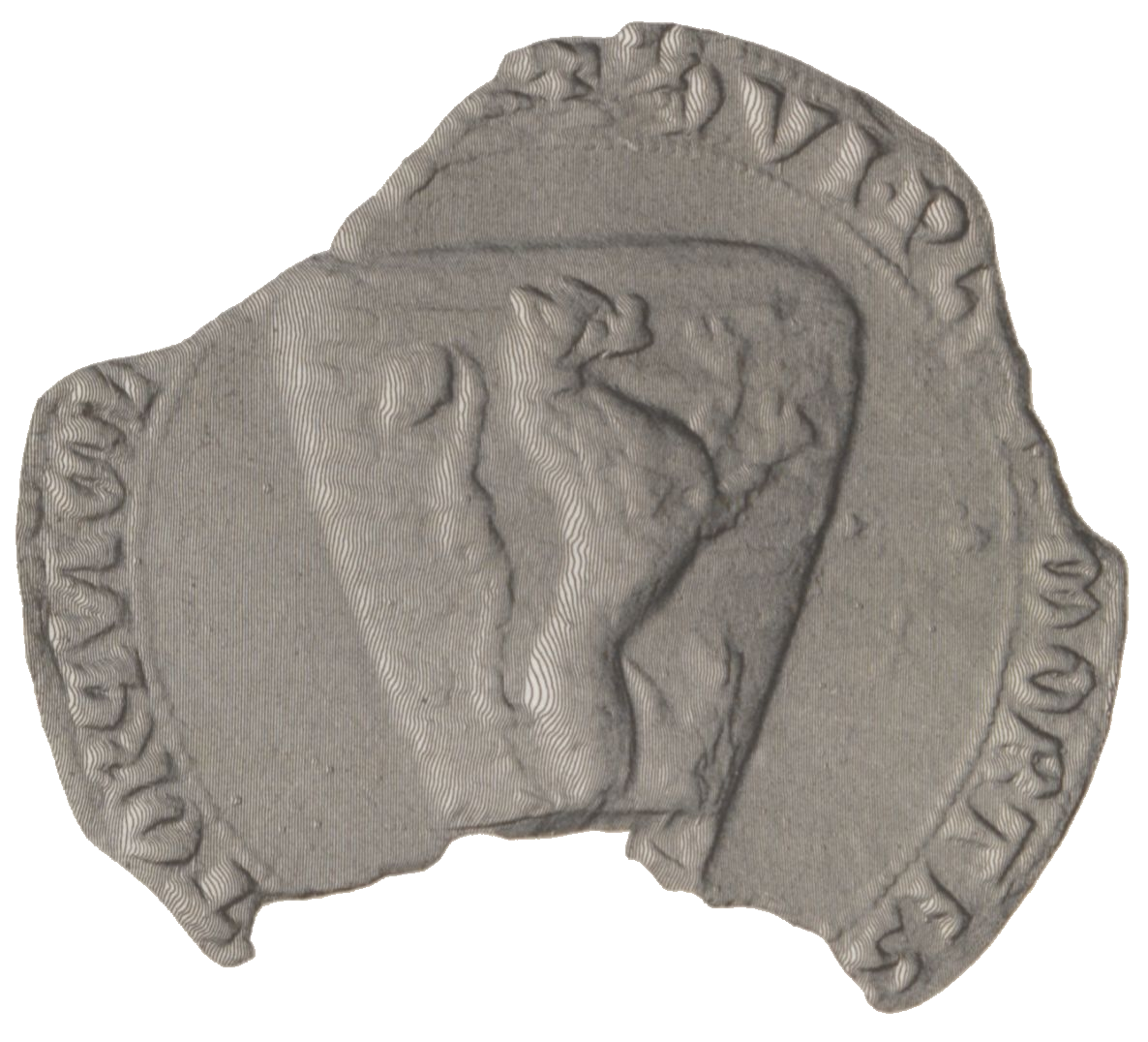
Contre-sceau de Geoffroy II appendu en 1225.
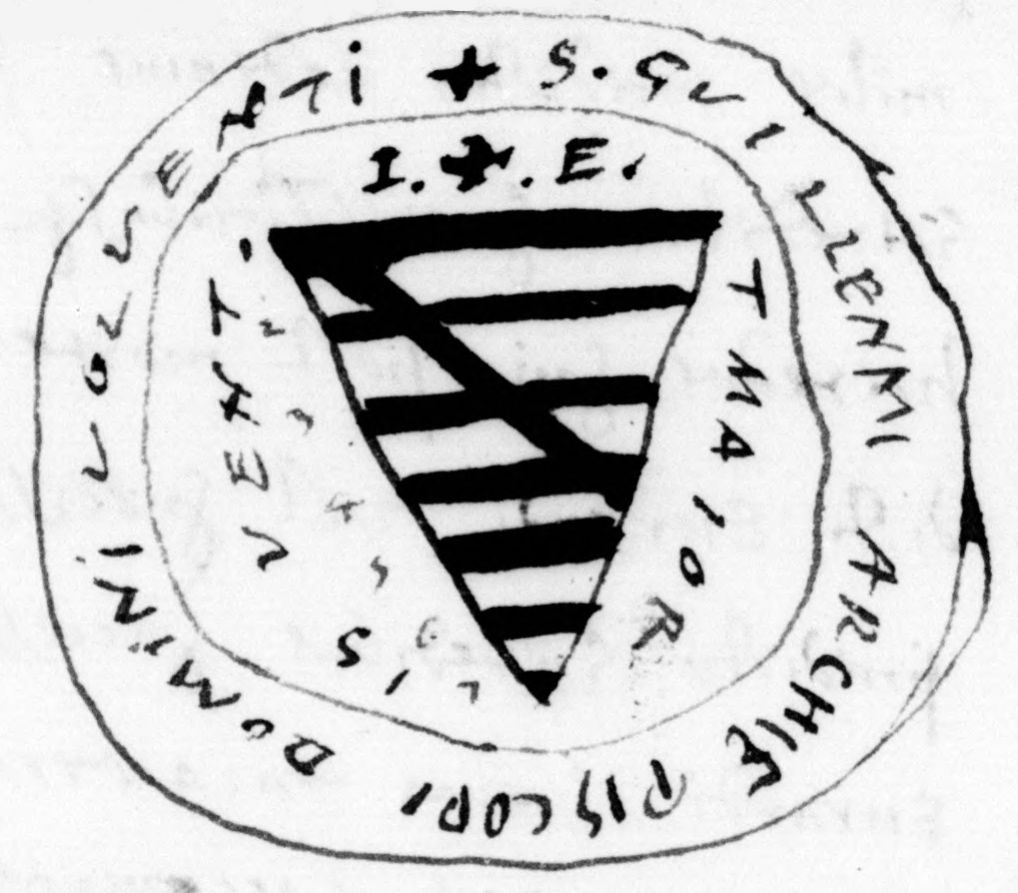
Sceau de Guillaume VI de Parthenay-l'Archevêque, seigneur de Parthenay et de Vouvant (« Volventi »), apposé sur une lettre de 1275 (sceau reproduit par Jean Besly au XVIIe siècle).
Reproduction moderne des armes des seigneurs de Parthenay, également seigneurs de Vouvant et de Mervent.

### Nouvelles armes données vers 1500
Au moins dès le début du XVIe siècle, de nouvelles armes sont données aux seigneuries de Vouvant, Mervent et Mouilleron. Elles sont décrites comme « ung escu burelé d'argent et d'azur à deux serpents de gueulles »,. Les nouvelles armes remplacent alors celles des seigneurs de Parthenay et font directement référence à la légende de la fée Mélusine (présence de deux serpents) et à la famille de Lusignan (présence d'un burelé d'argent et d'azur). Les armes communes attribuées aux trois seigneuries sont visibles dans un ouvrage de Jean de Baudreuil daté entre 1524/25 et 1534 dans lequel sont présentes les armoiries des divers fiefs tenus par Louis II d'Orléans-Longueville,.

Armoiries des seigneuries de Vouvant, Mervent et Mouilleron
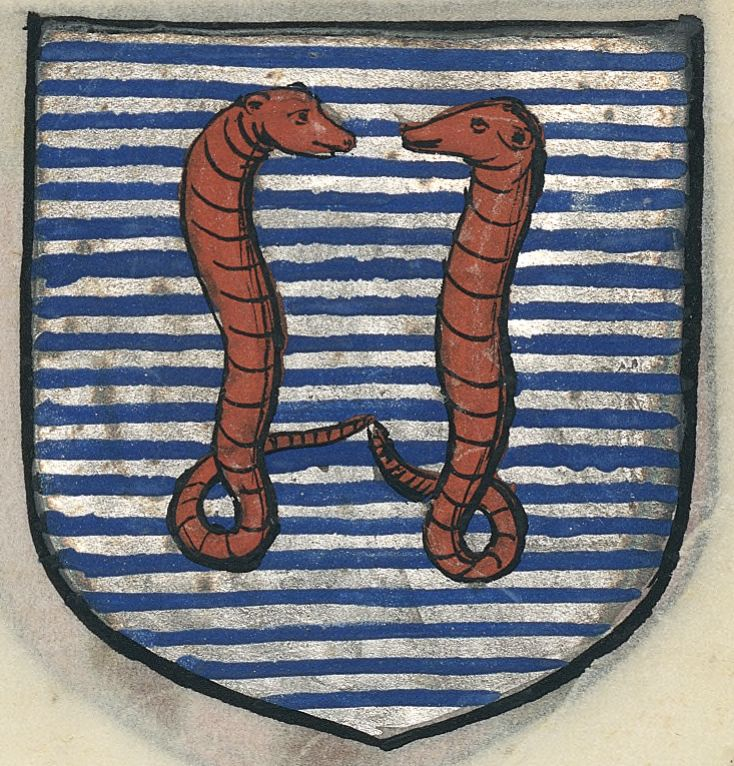
Armes de la seigneurie dessinées vers 1524/34 par Jean de Baudreuil (issues du premier exemplaire).
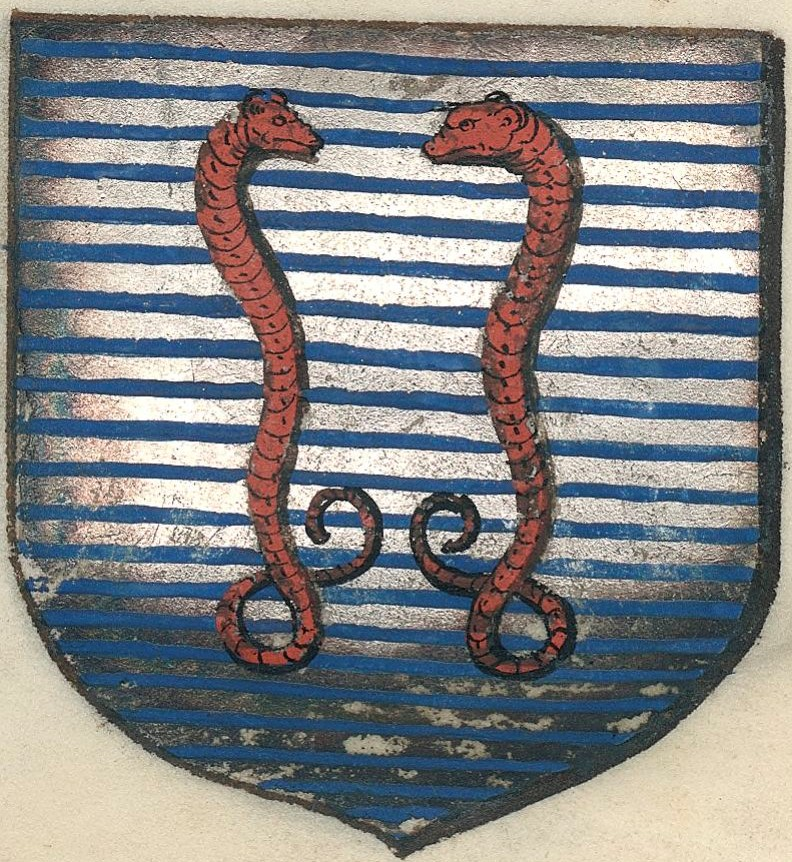
Armes de la seigneurie dessinées vers 1524/34 par Jean de Baudreuil (issues du second exemplaire).
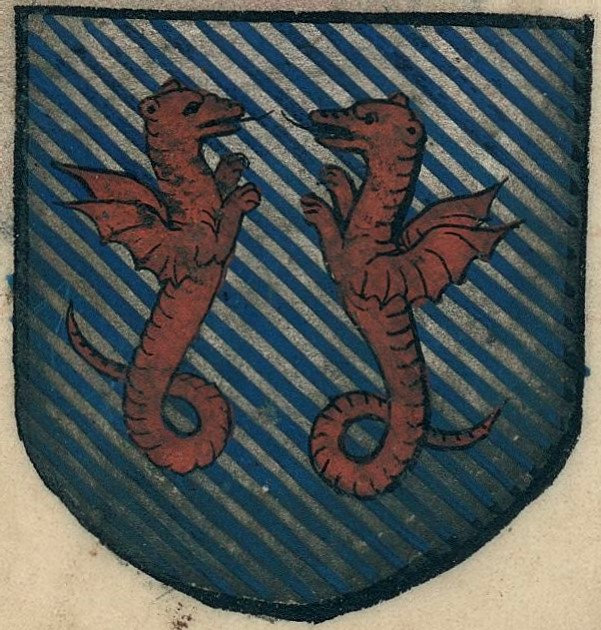
Armes de la seigneurie dessinées au XVIe siècle par un auteur inconnu (représentation erronée car le burelé n'est pas respecté).
Réalisation moderne des armoiries de la seigneurie.

## Liste des seigneurs-barons
Voici ci-après une liste présentant les seigneurs de Vouvant puis, dès la fin du XIIe siècle, les seigneurs-barons de Vouvant et de Mervent.  
La liste des premiers seigneurs de Mervent n'est pas indiquée, ces derniers étant peu connus. Hugues de Mervent est toutefois mentionné dans une charte de 1076 et Pierre de Mervent dans une charte de 1158  et  en 1162  Hugues de Mervent dans un acte conclu "apud Pictavim juxta ecclesiam beati Andree"  I. Poitou-Charentes. 1. Ville de Poitiers - Persée
On  lit souvent  que la seigneurie de Mervent a appartenue aux Chabot  et  serait venue aux Lusignan  du mariage d'Eustachie Chabot avec Geoffroy de Lusignan . Il n'en est rien  Mervent  a été une châtellenie de Richard Coeur de Lion Les châteaux des Lusignans en Poitou (1154-1242) - Persée  qui   a été confiée,  à la mort de Richard  par son frère Jean Sans Terre, à Geoffroy de Lusignan  Les Lusignans entre Plantagenêts et Capétiens : 1200-1246 - Persée

### Seigneurs de Vouvant(du début duXIesiècleà la fin duXIIesiècle)

#### Premiers seigneurs-châtelains (av. 1040-av. 1076)
Le château de Vouvant étant une résidence comtale édifiée par Guillaume le Grand d'Aquitaine, les premiers « seigneurs » de Vouvant sont des châtelains choisis par les comtes de Poitiers et ducs d'Aquitaine afin de tenir la forteresse pour ces derniers. L'identification de ces personnes est peu connue, mais des actes indiquent qu'il y avait,, :
- en 1040 : Hélie[13].
- peut-être avant 1045 ou avant Hélie : Raymond[14].
- de peut-être après 1045 à, au moins, 1056[15] : Géraud, fils de Raymond[14],[16].
- peut-être suivi par : Guillaume.
- vers 1065 : Bouchard, Raoul et Vossard.
- en 1076 et 1088 : Bouchard[7],[17].

#### Maison de Craon(av. 1076)
- Dans la seconde moitié du XIe siècle : Robert Bourgoin. Le comte de Poitiers et duc d'Aquitaine Guillaume VIII d'Aquitaine lui aurait transmis la forteresse de Vouvant[10].

#### Maison deRancon(v. 1076-v. 1140/50)
- Avant 1080 : Aimery III de Rancon, époux de Bourgogne de Craon (fille de Robert Bourgoin et de Avoie (ou Blanche) de Sablé)[10].
- Début du XIIe siècle : Geoffroy de Rancon, fils de Aimery III de Rancon et de Bourgogne de Craon[10],[18],[19].

#### Maison de Lusignan(v. 1140/50-av. 1200)
- Vers 1140-1150 : Hugues VIII de Lusignan, acquiert la seigneurie de Vouvant par le biais de son mariage avec Bourgogne de Rancon (fille de Geoffroy de Rancon et de Fossifia de Moncontour)[10],[18],[20],[21].
- Avant 1169 : la seigneurie est donnée à Geoffroy Ier de Lusignan, fils de Bourgogne de Rancon et de Hugues VIII de Lusignan[10],[18].

### Seigneurs de Vouvant et de Mervent(de la fin duXIIesiècleà 1788)

#### Maison de Lusignan(av. 1200-1247/48)
- De av. 1200 à 1216 : Geoffroy Ier de Lusignan, déjà seigneur de Vouvant, acquiert la seigneurie de Moncontour et peut-être celle de Mervent par son mariage avec Eustach(i)e Chabot[10],[11],[22],[23],[24].  Mais  en fait Mervent a été une châtellenie de Richard Coeur de Lion Les châteaux des Lusignans en Poitou (1154-1242) - Persée qui a été confiée, à la mort de Richard par son frère Jean Sans Terre, à Geoffroy de Lusignan Les Lusignans entre Plantagenêts et Capétiens : 1200-1246 - Persée
- De 1216 à 1247/48 : Geoffroy II de Lusignan, hérite des deux seigneuries de Vouvant et de Mervent à la suite du décès de son père Geoffroy Ier en 1216[10],[25].

#### Famille de Parthenay-l'Archevêque(1247/48-1419)
- De 1247/48 à 1271 : Hugues II de Parthenay-l'Archevêque, époux de Valence de Lusignan (héritière des fiefs à la mort de son oncle Geoffroy II)[26],[25],[27].
- De 1271 à ???? : Guillaume VI de Parthenay-l'Archevêque, fils du précédent.
- De ???? à ???? : Hugues (III), fils du précédent.
- De ???? à ???? : Jean Ier de Parthenay-l'Archevêque, frère du précédent. En 1349, les châtellenies de Parthenay, Vouvant et Mervent sont réunies en un seul fief à la demande de Jean Ier de Parthenay-l'Archevêque[10],[28].
- De ???? à 1419 : Jean II de Parthenay-l'Archevêque, fils du précédent. Il vend définitivement ses terres de Vouvant et de Mervent en 1419 au dauphin régent Charles VII[29].

#### Couronne de France (1419-1424)
- De 1419 à 1424 : Couronne de France. Le roi de France Charles VII remet les seigneuries de Vouvant et de Mervent à Arthur III de Bretagne. Ce dernier en prend possession uniquement à partir de 1427[29].

#### Arthur III de Bretagne (1427-1458)
- 1427-1458 : Arthur III de Bretagne, dit le « Connétable de Richemont » ou « le Justicier », s'empare de Vouvant en 1415 lors du combat l'opposant à Jean II de Parthenay-l'Archevêque. Il prend alors possession de la seigneurie jumelle de Vouvant-Mervent de 1427 à sa mort en 1458[11],[26].

#### Famille d'Orléans-Longueville(1458-1694)
- Dès 1458 : Jean de Dunois, dit « le bâtard d'Orléans », à qui le roi de France Charles VII donne les deux seigneuries à la mort d'Arthur III de Bretagne[11],[30],[31].
- François Ier d'Orléans-Longueville, fils du précédent.
- François II de Longueville, fils du précédent.
- Louis Ier d'Orléans-Longueville, fils de François Ier d'Orléans-Longueville.
- Claude d'Orléans-Longueville, fils du précédent.
- Louis II d'Orléans-Longueville, fils du précédent.
- François III d'Orléans-Longueville, fils du précédent.
- Léonor d'Orléans-Longueville, cousin germain du précédent.
- Henri Ier d'Orléans-Longueville, fils du précédent.
- Henri II d'Orléans-Longueville, fils du précédent.
- Jusqu'en 1694 : Jean-Louis d'Orléans-Longueville, fils du précédent.

#### Couronne de France (1694-1788)
La lignée des d'Orléans-Longueville s'éteignant en 1694, la seigneurie jumelle de Vouvant-Mervent revient définitivement à la Couronne de France,.

## Fiefs dépendants de la seigneurie[1]

### Paroisse de Vouvant
Huit fiefs situés à proximité immédiate du château de Vouvant dépendaient de la seigneurie. Deux de ces fiefs avaient droit de haute justice tant que celle rendue ne gênait pas la justice donnée par le seigneur de Vouvant. Ces deux fiefs étaient :
- la prévôté de Vouvant composée d'une maison, d'un moulin et d'un office de sergenterie. Les aveux de la prévôté sont rendus par les seigneurs du Puy du Fou et de Faymoreau entre 1399 et 1532.
- le prieuré de Vouvant composé du presbytère et de ses dépendances. Les aveux du prieuré de Vouvant sont rendus au départ au nom des moines, puis des évêques de Maillezais et enfin du chapitre de La Rochelle jusqu'à la Révolution.

Les autres fiefs situés au sein du territoire de la paroisse de Vouvant n'étaient que des fiefs de basse justice :
- le Pré du Buignon, que la famille Brunet possède pendant une très longue période.
- la Grange Cagouilleau, qui devait payer une maille d'or (évaluée à environ 30 sols) au château de Vouvant à chaque changement de vassal.
- la Grange-Talusseau.
- le Paillot-Duplessis, fief mouvant de Vouvant créé le 19 février 1705 au profit de Jacques-Claude Paillot du Plessis. Ce fief comprenait l'étang de Puy-de-Serre, le champ du Château-Neuf (situé à Vouvant à l'emplacement d'une motte castrale portant le même nom) et le pré de la Porte. L'ensemble de ces éléments sont achetés par Paillot du Plessis pour un prix de 1 716 livres.
- la Grande Rhé.
- le Vernon, fief mouvant de Vouvant créé par l'édit fiscal de 1702. Le pré des Gillottières est alors vendu à Jacques Baron (conseiller du roi) le 27 novembre 1704 pour 2 160 livres.

### Paroisse d'Antigny
Sept fiefs de la paroisse d'Antigny relevaient directement de la seigneurie de Vouvant :
- la seigneurie d'Antigny, qui avait droit de haute justice et qui comprenait quinze arrière-fiefs.
- la Cressonnière, qui avait seulement le droit de basse justice et qui comportait six arrière-fiefs.
- la Grassière, qui avait droit de haute justice et qui comprenait deux arrière-fiefs.
- l'Audouerie, qui avait seulement le droit de basse justice.
- le moulin à froment de Vouvant, dit le Cadroux, qui avait droit de basse justice.
- le Poussin, fief avec droit de basse justice comportant deux borderies nommées le Poussin et les Echevières.
- Puyrincent, qui avait droit de basse justice.

### Paroisse de Bazoges
Cinq fiefs de la paroisse de Bazoges devaient rendre hommage au seigneur de Vouvant :
- la seigneurie de Bazoges-en-Pareds, qui possédait la haute justice, dont le premier aveu effectué à la seigneurie de Vouvant date de 1412 au nom de Marie Luneau ; 86 arrières-fiefs en 1541. Cette seigneurie est officiellement vassale de Vouvant à foi et hommage lige, mais les seigneurs de Bazoges ne sont pas astreints aux devoirs vassaliques (conseil, aide militaire, etc.)[32].
- Clisson ou Ciclon, qui avait uniquement le droit de basse justice.
- Maison-Neuve, qui avait haute, moyenne et basse justice (premier aveu en 1465).
- la Mercerie, fief-borderie avec basse justice (premier aveu en 1390).
- Villeneuve, fief avec moyenne et basse justice.

### Paroisse de Bourneau
Trois fiefs de la paroisse de Bourneau devaient hommage au château de Vouvant :
- la seigneurie de Bourneau, qui avait droit de moyenne et basse justice.
- l'Orière, appelé aussi fief de la Chabossière ou Bourolière qui avait droit de haute justice.
- la Simonnière, qui avait droit de basse justice.

### Paroisse de La Caillère
Trois seigneuries de la paroisse de La Caillère rendaient hommage au château de Vouvant :
- la seigneurie de la Caillère, qui avait droit de basse justice.
- le fief de la Baronnie en l'air, qui ne reposait sur aucun immeuble et qui n'avait donc pas de chef d'hommage.
- le fief Suzannet, qui est réuni avec la seigneurie de la Caillère en 1675 lors du mariage d'Hélène Dubois avec Frédéric-Henri Suzannet.

### Paroisse de Cezais
Sept seigneuries et fiefs de la paroisse de Cezais relevaient du château de Vouvant :
- la seigneurie de Cezais, qui avait droit de basse justice.
- la seigneurie de la Brandasnière (haute justice).
- le bois des Brandasnière (basse justice).
- la Chouatière (basse justice)
- le prieuré de Saint-Hilaire de Cezais.
- la Frouardière (haute justice).
- la seigneurie de la Tournerie (haute, moyenne et basse justice).

### Paroisse de Chaillé-les-Marais
- la seigneurie de Chaillé (haute justice).
- le Sableau (basse justice), qui appartenait à l'abbaye de la Grâce-Dieu.

### Paroisse de Charzais
- la seigneurie de Charzais et Ranconnay.

### Paroisse de La Châteigneraye
- la seigneurie de La Châteigneraye (haute justice), qui possédait 36 arrière-fiefs.
- la seigneurie du Châtenay (basse justice).
- l'Audebertière (basse justice).

### Paroisse de Chavagnes-en-Pareds ou Chavagnes-les-Redoux
- le fief de Chavagnes, seul fief de la paroisse.

### Paroisse de Cheffois
- le fief de la Rouselière (basse justice), seul fief de la paroisse de Cheffois à rendre hommage au château de Vouvant.

### Paroisse de Coussais
La paroisse de Coussais, disparue en 1790, comptait deux seigneuries mouvantes qui relevaient de Vouvant :
- la seigneurie du Breuil-Bertin (basse justice).
- la seigneurie de la Châtre (basse justice).

### Paroisse de Saint-Cyr-des-Gâts
Sept seigneuries de la paroisse de Saint-Cyr-des-Gâts devaient rendre hommage au château de Vouvant :
- la seigneurie de Brebaudet (haute justice).
- le fief des Deffens, qui était un prieuré appartenant aux jésuites du collège de Fontenay.
- la seigneurie des Fouchinières (basse justice).
- la seigneurie de la Gibonnière (haute justice).
- les Granges de Parthenay.
- le prieuré de Saint-Cyr-des-Gâts (haute justice), qui dépendait religieusement de l'abbaye de Nieul-sur-l'Autise.
- la seigneurie de la Révelinière (haute justice).

### Paroisse de Faymoreau
- la seigneurie de Faymoreau (haute justice), unique seigneurie de la paroisse de Faymoreau.

### Paroisse de Fontenay
Deux seigneuries de la paroisse de Fontenay relevaient du château de Vouvant :
- la seigneurie de la Caillère (basse justice).
- la seigneurie de la Fuye-Champenoise (basse justice).

### Paroisse de Foussais
Un seul fief de la paroisse de Foussais devait rendre hommage au château de Vouvant :
- le fief de Magresouris.

### Paroisses de Saint-Hilaire, des Loges et de Saint-Étienne-des-Loges
Treize seigneuries des anciennes paroisses de Saint-Hilaire, des Loges et de Saint-Étienne-des-Loges (absorbées à la Révolution pour former la paroisse de Saint-Hilaire-des-Loges) relevaient du château de Vouvant :
- le Bois de la Grande-Boule ou des Boules (haute justice).
- Chassenon (haute, moyenne et basse justice), qui possédait uniquement un hébergement (plus modeste des demeures féodales) au XVe siècle.
- la Chaignée, qui était un fief de vignes localisé à proximité du lieu-dit de la Couture.
- l'hébergement des Loges (haute justice).
- la Mesnardière (moyenne justice).
- Mons (moyenne justice).
- Nisson (sans justice).
- Personnier (moyenne justice).
- le Pertuis-Benoît (basse justice).
- Sep (haute justice).
- le prieuré de Saint-Martin l'air sur l'Autise (basse justice), qui appartenait religieusement au domaine des religieux Feuillants de Limoges jusqu'en 1774 avant de revenir au chapitre de Luçon jusqu'à la Révolution.
- la Tour de Sauvéré (haute justice).
- la Tour et le Four de Saint-Hilaire (moyenne justice).
- Toux (moyenne justice).

### Paroisse de Saint-Hilaire-de-Voust
- la seigneurie de Saint-Hilaire-de-Voust.
- la Chesnelière (moyenne et basse justice).
- le fief des Blancs (basse justice), qui comprenait une borderie.
- la Jordonnière (haute justice).

### Paroisse du Langon
Deux seigneuries de la paroisse du Langon devaient rendre hommage au château de Vouvant :
- la seigneurie d'Arcemalle, créée à la suite de l'édit fiscal de 1702
- les deux fiefs de la Grande et de la Petite Lollière, qui sont réunis à partir de 1447.

### Paroisse de la Loge-Fougereuse
- la Grange de Loge-Fougereuse (basse justice).
- Puygallant (basse justice).

### Paroisse de Longèves
Un fief de la paroisse de Longèves relevait de Vouvant :
- la Grange de Longèves (haute, moyenne et basse justice).

### Paroisse de Marillet
- la seigneurie de Marillet (haute, moyenne et basse justice).

### Paroisse de Saint-Maurice-des-Noues
- la seigneurie de Broue (basse justice lors de l'aveu de 1575 et haute justice lors de l'aveu de 1787).
- le fief Mignoux (basse justice).

### Paroisse de Menomblet
- Fraigneau (haute justice).

### Paroisse de Mervent
Sept fiefs de la paroisse de Mervent relevaient du château du village puis du château de Vouvant dès la réunion des aveux des deux seigneuries :
- le Bois-Beluteau, dont le premier aveu conservé date du 5 juillet 1673 au nom de Louis-César de Pontoise (chevalier et époux de Marie d'Aubigné).
- la Motte d'Aulnay (haute justice)
- le fief Pipet.
- la Petite Prairie ou Pérure.
- la Citardière ou la Radigoulière.
- Saint-Thomas ou Motte Saint-Thomas de Pérure (basse justice).
- le Four de Mervent, qui comprenait le droit de cuire le pain (les « cuisages »), de moudre le blé (les « vérolies ») et de chauffage du bois mort issu de la forêt de Mervent-Vouvant.

### Paroisse de Saint-Michel-le-Clou
- le fief de Saint-Michel-le-Clou (haute, moyenne et basse justice), qui recevait les hommages de six arrière-fiefs.
- la Chapelle-Béreau (moyenne et basse justice).

### Paroisse de Monsireigne
- Chantefoin (basse justice).
- Chasseboire.
- la Polvelière (basse justice).

### Paroisse de Mouilleron
- la Roche de Mouilleron (basse justice), qui recevait les hommages de deux arrière-fiefs.
- la Texerie ou Tercerie (haute justice).
- la Fosse (basse justice), qui recevait les hommages de 19 arrière-fiefs.

### Paroisse de Mouzeuil
- Escoulandre (haute justice), qui recevait les hommages de six arrière-fiefs.

### Paroisse de Nieuil-sur-l'Autise
- la Motte de Nieuil, certainement le plus ancien fief de la paroisse de Nieuil-sur-l'Autise. Les aveux sont rendus par l'abbaye de Nieuil-sur-l'Autise puis par le chapitre de La Rochelle lors de la sécularisation de l'abbaye.

### Paroisse de l'Orberie
- le Puy-Chabot, qui consistait en un pacage situé en forêt de Mervent-Vouvant et en l'hébergement de Puy-Chabot.
- le Pinier (basse justice).
- Saute-Grelet (basse justice).

### Paroisse de Payré-sur-Vendée
- la Pibolière ou Puybolière (moyenne et basse justice).
- Prédorin ou Puydorin (basse justice).
- la Socelière (haute, moyenne et basse justice).

### Paroisse de Saint-Paul-en-Gâtine
- le fief d'Appelvoisin (haute justice), qui recevait les hommages de trois arrière-fiefs. Ce fief consistait en un hébergement qui est devenu plus tardivement un château.

### Paroisse de Saint-Pierre-du-Chemin
- Bois-Baudrin ou Bois-Baudron (moyenne justice).
- la Garenne à connils ou Garenne à renards, qui possédait trois hautes justices.

### Paroisse de Pissotte
- la Charonne (moyenne justice).
- la Grande de Pissotte (basse justice).
- Pissotte ou les terrages de Pissotte (moyenne justice).
- la cure de Pissotte.
- le Poiron (basse justice).
- Voussard ou Motte Voussard, qui appartenait aux possesseurs du Poiron.

### Paroisse de Saint-Pompain
- la seigneurie de Saint-Pompain.
- le fief de la Clavelle (basse justice).
- le fief de Drahé (basse justice), qui comprenait un moulin à eau.

### Paroisse de Puy-de-Serre
- la seigneurie de Puy-de-Serre (basse justice), qui comprenait un château.
- le Barrot (basse justice), qui consistait en un hébergement et ses terres environnantes.
- la Briandière (basse justice).

### Paroisse de Réaumur
- la seigneurie de Réaumur ou de la vieille Tour (haute justice).
- le Chêne-sec (basse justice).
- le fief des Champs (basse justice), qui consistait en une borderie.

### Paroisse de Sérigné
- la seigneurie de Sérigné (haute justice).
- le fief Buignon-Potereau (basse justice).
- le fief de Bon-Repos (haute justice).

### Paroisse de Saint-Sulpice
- la Court Barabin ou Barbarin-Barabinière (basse justice).
- la Fenêtre-Gautron.
- la Motte Saint-Sulpice dénommée également Voussard ou Chevalier (haute, moyenne et basse justice), qui était probablement le plus ancien fief de la paroisse de Saint-Sulpice.
- le Puyviau-Chevalier (basse justice), qui comprenait deux borderies ainsi qu'une garenne.
- le Puyviau-Claveau (basse justice), qui comprenait une garenne et une fuie.
- les dîmes de Saint-Sulpice.

### Paroisse de La Tardière
- le Bourg-Bastard (haute justice), qui portait le titre de châtellenie.
- le prieuré de La Tardière (basse justice), dont les aveux sont rendus par les prieurs successifs.

### Paroisse de Thouarsais
- la Bobinière (haute justice).
- la Grange à la Bertille ou l'Autonnière (moyenne justice).

### Paroisse de Xanton
- Vignolle (basse justice), dont le nom provient du fait que les terres étaient plantées de vignes au cours de l'inféodation.

### Autres fiefs d'arrondissements et de départements voisins

#### Deux-Sèvres
- le Bois-Chapleau (haute justice), dans la paroisse de La Chapelle-Thireuil. C'était le plus important fief relevant du château de Vouvant situé dans un département voisin.
- Souvigny ou le moulin de Souvigny (moyenne justice), dans la paroisse de Coulonges-les-Royaux

- les Nouhes (basse justice), dans la paroisse de Sazay.

#### Charente Maritime
- la châtellenie de Fontaine-Chalandry ou des Gourds.
- la Boucherie (basse justice), dans la paroisse de La Ronde.